# Homolepis
Homolepis es un género de plantas herbáceas perteneciente a la familia de las poáceas. Es originario del Sudamérica tropical. Comprende 7 especies descritas y de estas, solo 3 aceptadas.

## Descripción
Son plantas perennes; con tallos generalmente decumbentes o estoloníferos; nudos comprimidos; plantas hermafroditas o polígamas. Vainas carinadas; pseudolígula muy corta presente, lígula una membrana; láminas lineares a linear-lanceoladas, aplanadas. Inflorescencia una panícula terminal; espiguillas lanceoloides u obovoides, comprimidas dorsalmente, con 2 flósculos, desarticulación por debajo de las glumas, la espiguilla caediza como una unidad; glumas ocultando a los flósculos, subiguales o la inferior un poco más larga que la superior, sus márgenes cubriendo las orillas de la segunda, gluma inferior 5–9-nervia, gluma superior 5–9-nervia; flósculo inferior generalmente estéril, raramente estaminado; lema inferior 5–7-nervia; pálea inferior pequeña, membranácea; flósculo superior bisexual, elipsoide; lema superior cartácea, aguda a acuminada, inconspicuamente nervada, glabra y brillante, los márgenes delgados, aplanados, traslapándose a los márgenes de la pálea; pálea superior similar en textura a la lema superior; lodículas 2; estambres 3; estigmas 2. Fruto una cariopsis; embrión 1/4–1/2 la longitud de la espiguilla; hilo linear.

## Taxonomía
El género fue descrito por Mary Agnes Chase y publicado en Proceedings of the Biological Society of Washington 24: 146. 1911. La especie tipo es: Homolepis aturensis (Kunth) Chase	
Citología
El número cromosómico es de 2n = 22, 24, y 40.

## Especies aceptadas
A continuación se brinda un listado de las especies del género Homolepis aceptadas hasta abril de 2014, ordenadas alfabéticamente. Para cada una se indica el nombre binomial seguido del autor, abreviado según las convenciones y usos.
- Homolepis aturensis (Kunth) Chase
- Homolepis isocalycina (G.Mey.) Chase
- Homolepis longispicula (Döll) Chase